# Haninge
Haninge è un comune svedese di 76 882 abitanti, situato nella contea di Stoccolma. Il suo capoluogo è la città di Handen.

## Località
Nel territorio comunale sono comprese le seguenti aree urbane (tätort):
- Dalarö
- Jordbro
- Muskö
- Väländan
- Västerhaninge

## Amministrazione

### Gemellaggi
- Formia
- Pargas
- Krokom
- Ishöj
- Hapsal

## Galleria d'immagini

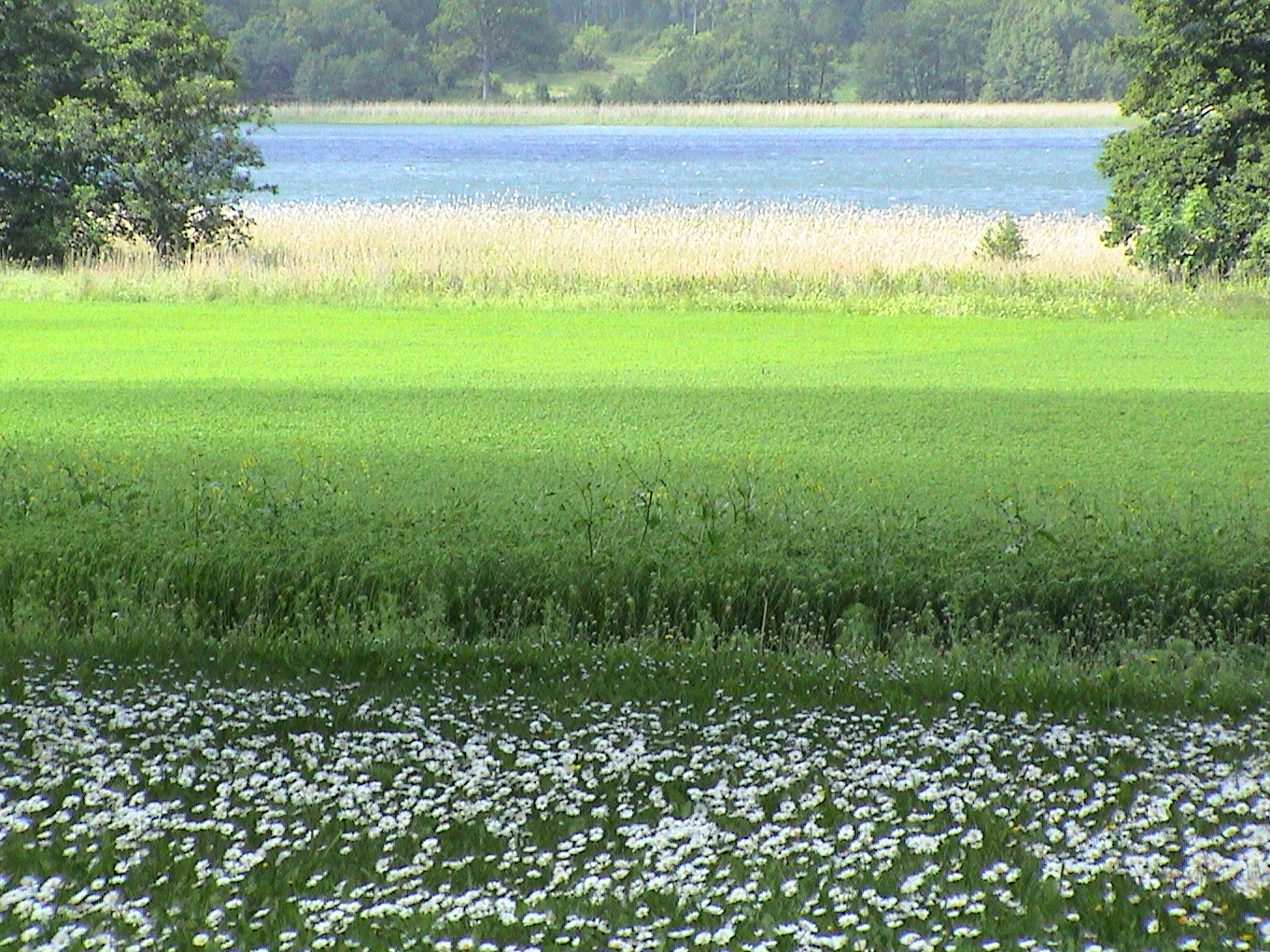
I colori della campagna a Haninge
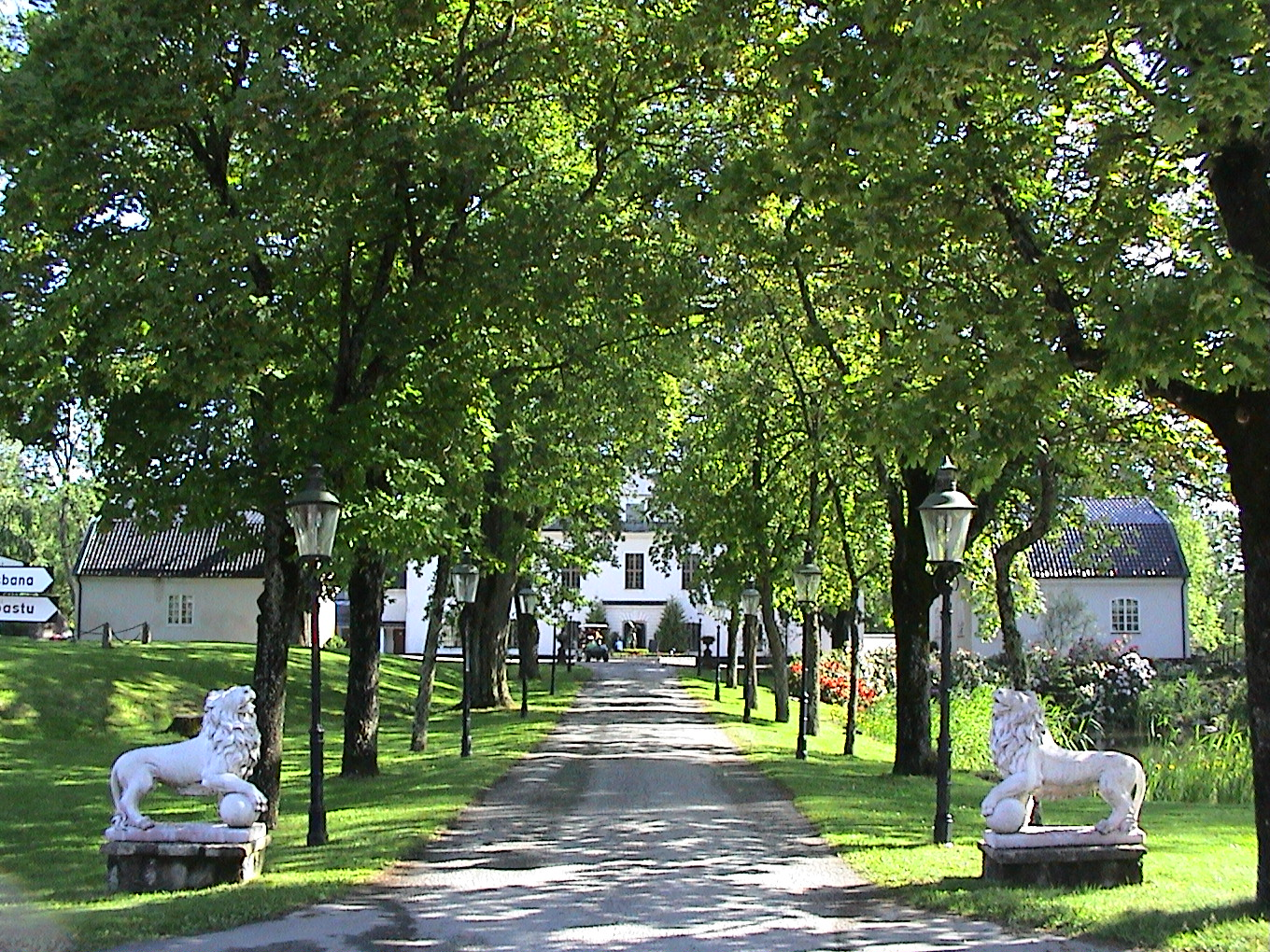
L'Hotel Häringe Slott a Haninge
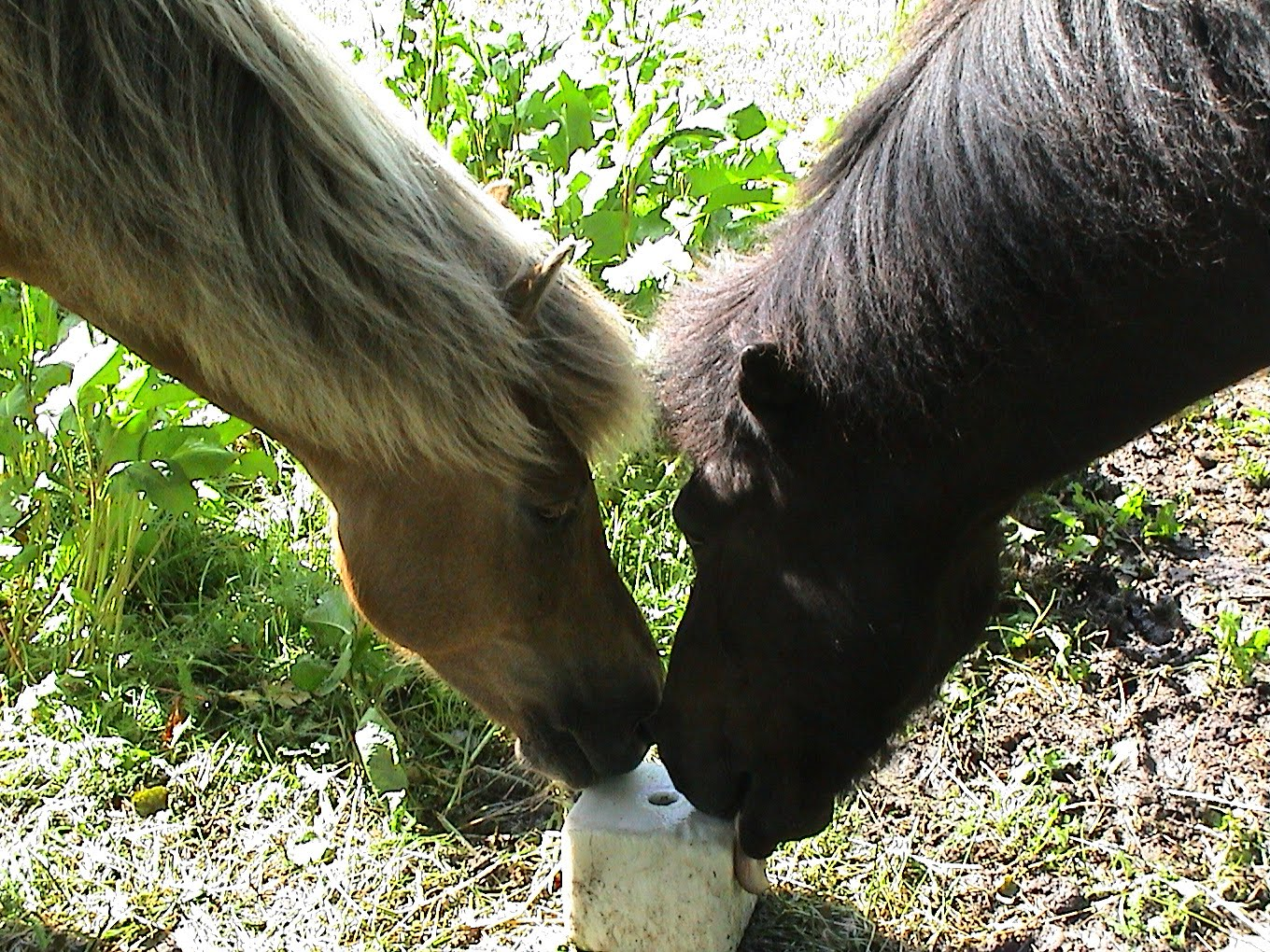
Cavalli nella campagna di Haninge